# Glamis
Glamis [ɡlɑːmz] (gälisch: Glamais) ist eine Ortschaft in der schottischen Council Area Angus, welche der traditionellen schottischen Grafschaft Forfarshire entspricht. Sie ist etwa 35 km nordöstlich von Perth und etwa 17 km nördlich von Dundee gelegen. Die nächstgelegene Stadt ist Forfar. Im Jahre 1991 verzeichnete Glamis 259 Einwohner, was einen leichten Anstieg zu dem Wert von 205 aus dem Jahre 1961 bedeutete.

## Geschichte
Die Ortschaft ist an einem Bach namens Glamis Burn gelegen und war früher Hauptort des gleichnamigen Parishs und Standort der 1792 errichteten Parishkirche mit 850 Sitzplätzen. Vor dem Pfarrhaus befindet sich der Symbolstein von Glamis Manse, welcher der Ermordung des schottischen Königs Malcolm II. in Glamis im Jahre 1034 gedenkt. In der Umgebung der Ortschaft sind mehrere Obelisken und Menhire zu finden.
Wenige hundert Meter nördlich von Glamis befindet sich das wahrscheinlich auf ein Jagdschloss aus dem frühen 11. Jahrhundert zurückgehende Glamis Castle, in welchem Malcolm II. wahrscheinlich den Tod fand. Das Gebäude wurde im Laufe der Jahrhunderte mehrfach erweitert und ausgebaut. Es war Stammsitz der Familie der britischen Königinmutter, die dort ihre Tochter Prinzessin Margaret gebar. Als Standort von Glamis Castle ging Glamis in die Literatur ein. So ist Macbeth, der Protagonist von Shakespeares gleichnamiger Tragödie, Thane von Glamis und Cawdor. Die Beziehung des schottischen Königs Macbeth zu Glamis Castle ist jedoch nur fiktiver Natur und entspricht nicht den historischen Begebenheiten.

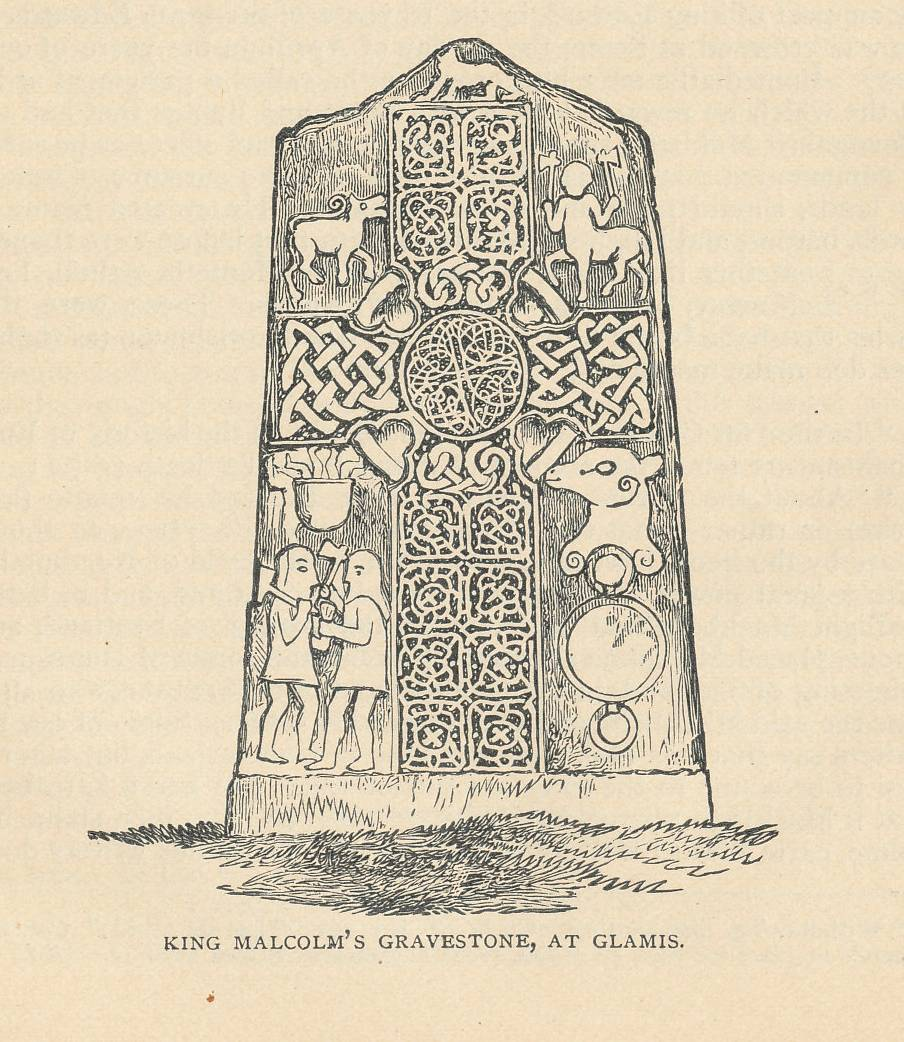
Grabstein Malcolm II.
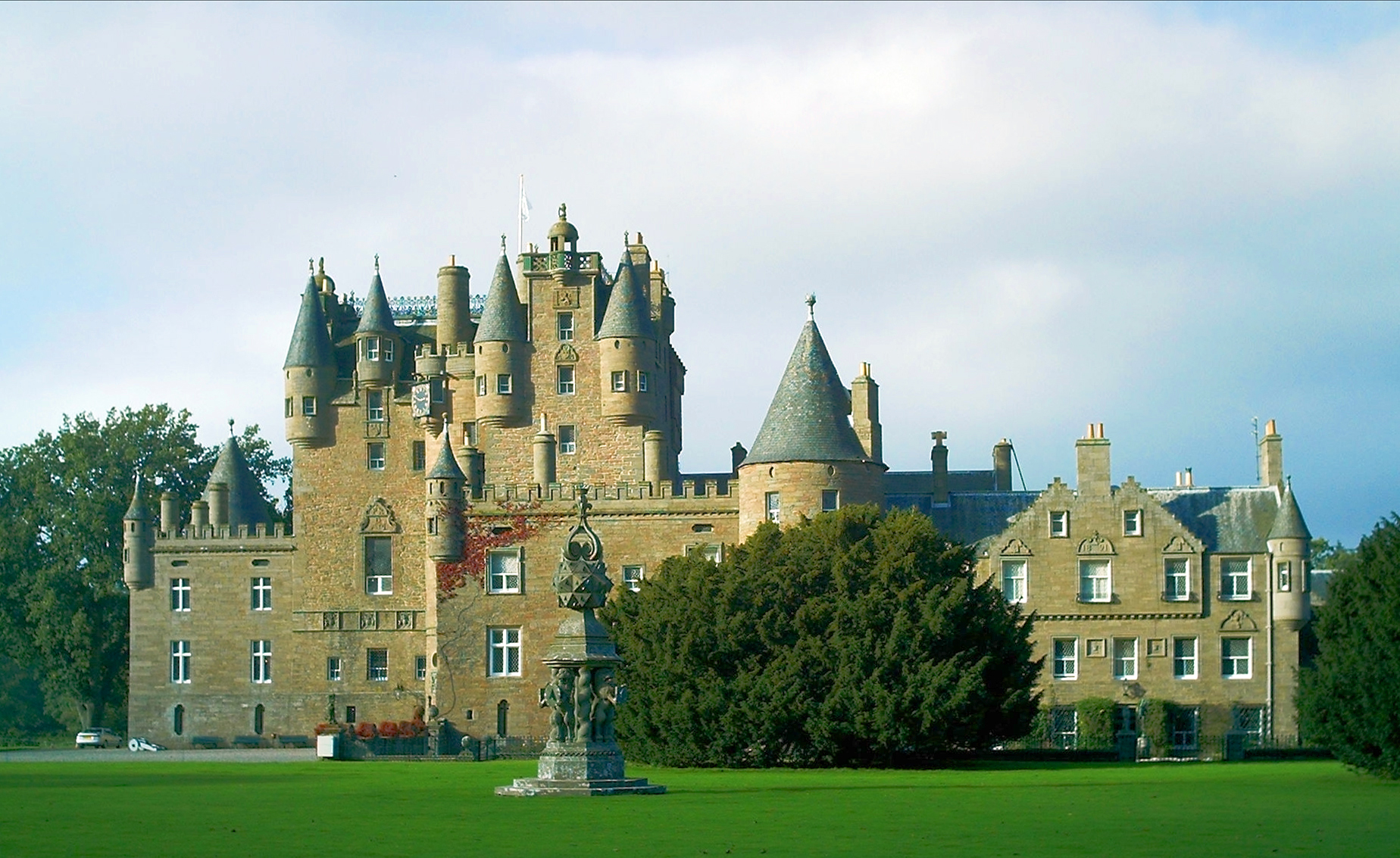
Glamis Castle

## Verkehr
Glamis ist direkt an der A94 gelegen, die Perth mit dem rund zehn Kilometer östlich gelegenen Forfar verbindet. Außerdem verläuft die A928, die aus Richtung Dundee kommend nach Kirriemuir führt, durch Glamis. Mit den Flughäfen von Dundee und Perth befinden sich zwei Verkehrsflughäfen im Umkreis von 30 km. Glamis war einst über einen eigenen Bahnhof an das Schienennetz angeschlossen, die Strecke wurde jedoch inzwischen aufgegeben.